# Lenguaje de programación Magic
Magic "eDeveloper" es un único ambiente de desarrollo de aplicaciones que permite la creación y personalización rápida de aplicaciones distribuidas de gran potencia y complejidad. En eDeveloper, la funcionalidad de la aplicación completa - incluso las estructuras de los datos, reglas comerciales, lógica del programa y presentación - se desarrolla completamente en un ambiente de programación basado enteramente en "table-driven and point-and-click". No existe nunca necesidad de escribir líneas de código.

## Artículo Completo
- eDeveloper

## Sitio oficial de la empresa
http://www.magicsoftware.com

## Foro de Ayuda en español
https://web.archive.org/web/20080604040315/http://www.proasistemas.com/xewq34frbt50o87q/